# Décès en 952
Décès
- 948
- 949
- 950
- 951
- 952
- 953
- 954
- 955
- 956

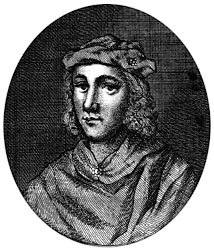
Constantin II, mort en 952.

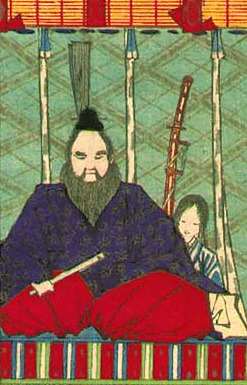
Suzaku, mort en 952.

Cette page dresse une liste de personnalités mortes au cours de l'année 952 :
- 6 septembre : Suzaku, soixante-et-unième empereur du Japon.
- 17 décembre : Hugues le Noir, comte d'Outre Saône, d'Autun, comte et marquis de Provence  et duc en Bourgogne (franque).

- Alain II de Bretagne, ou Alain II de Bretagne, comte de Poher puis premier duc de Bretagne.
- Basile le Jeune, saint chrétien.
- Constantin II, roi d'Écosse.

date incertaine (vers 952)
- Al-Bayhaki,  écrivain et compositeur musulman.

## Crédit d'auteurs
- Cet article est partiellement ou en totalité issu de l'article intitulé « 952 » (voir la liste des auteurs).